# Gzowo
Gzowo – wieś w Polsce położona w województwie mazowieckim, w powiecie pułtuskim, w gminie Pokrzywnica. Ma status sołectwa.
Do 1954 istniała gmina Gzowo. W latach 1975–1998 miejscowość administracyjnie należała do województwa ciechanowskiego.
We wsi mieszkał i tworzył reżyser Andrzej Kondratiuk.

## Demografia
Dane za rok 2009:
| Opis      | Ogółem | Ogółem | Kobiety | Kobiety | Mężczyźni | Mężczyźni |
| --------- | ------ | ------ | ------- | ------- | --------- | --------- |
| jednostka | osób   | %      | osób    | %       | osób      | %         |
| populacja | 216    | 100    | 110     | 50,9    | 106       | 49,1      |